# Next Generation ATP Finals 2021
Les Next Generation ATP Finals 2021 sont la 4e édition des Next Generation ATP Finals, qui réunit les sept meilleurs espoirs du tennis mondial ainsi qu'un wild-card (21 ans et moins) et se fonde sur le même modèle que le Masters de fin d'année. Il ne rapporte aucun point ATP.
La compétition se déroule dans le Fiera Milano à Milan.

## Primes
| Tour                             | Prime     |
| -------------------------------- | --------- |
| Cumul pour le vainqueur invaincu | 400 000 $ |
| Pour la victoire en finale       | 142 000 $ |
| Pour la victoire en demi-finale  | 109 000 $ |
| Pour chaque match de poule gagné | 23 000 $  |
| Pour chaque participant          | 80 000 $  |
| Pour chaque remplaçant           | 12 000 $  |

## Faits marquants

### Avant le tournoi
Les deux joueurs en tête du classement Race, Jannik Sinner et Félix Auger-Aliassime, renoncent à participer au tournoi.

## Résultats en simple

### Participants
| Ordre de qualification | Classement ATP | Classement ATP Race Next Gen | Meilleure performance | Joueur                | Résultat    | Âge |
| ---------------------- | -------------- | ---------------------------- | --------------------- | --------------------- | ----------- | --- |
| 1                      | 10             | 1                            | V (1)                 | Jannik Sinner         | Forfait     | 20  |
| 2                      | 11             | 2                            | -                     | Félix Auger-Aliassime | Forfait     | 21  |
| 3                      | 32             | 3                            | -                     | Carlos Alcaraz        | Champion    | 18  |
| 4                      | 39             | 4                            | -                     | Sebastian Korda       | Finale      | 21  |
| 5                      | 56             | 5                            | -                     | Jenson Brooksby       | Forfait     | 21  |
| 6                      | 58             | 6                            | -                     | Lorenzo Musetti       | Poules      | 19  |
| 7                      | 63             | 7                            | -                     | Brandon Nakashima     | Demi-finale | 20  |
| 8                      | 91             | 8                            | -                     | Juan Manuel Cerúndolo | Poules      | 19  |
| 9                      | 111            | 9                            | -                     | Sebastián Báez        | Demi-finale | 20  |
| 10                     | 109            | 10                           | -                     | Holger Rune           | Poules      | 18  |
| 11                     | 67             | 11                           | -                     | Hugo Gaston           | Poules      | 21  |

### Remplaçants
| Classement ATP | Classement ATP Race Next Gen | Joueur       | Résultat | Âge |
| -------------- | ---------------------------- | ------------ | -------- | --- |
| 164            | 12                           | Jiří Lehečka | -        | 19  |
| 131            | 13                           | Tomáš Macháč | -        | 21  |

### Confrontations avant le Masters
| Joueur                | CA  | SK  | LM  | BN  | JMC | SB  | HR  | HG  | Total V/D | % victoires |
| --------------------- | --- | --- | --- | --- | --- | --- | --- | --- | --------- | ----------- |
| Carlos Alcaraz        |     | 0-0 | 0-0 | 0-0 | 0-0 | 0-0 | 0-0 | 0-1 | 0-1       | 0 %         |
| Sebastian Korda       | 0-0 |     | 0-1 | 0-0 | 0-0 | 0-0 | 0-0 | 0-0 | 0-1       | 0 %         |
| Lorenzo Musetti       | 0-0 | 1-0 |     | 0-0 | 0-0 | 0-0 | 0-0 | 0-1 | 1-1       | 50 %        |
| Brandon Nakashima     | 0-0 | 0-0 | 0-0 |     | 0-0 | 0-0 | 0-0 | 0-0 | 0-0       | 0 %         |
| Juan Manuel Cerúndolo | 0-0 | 0-0 | 0-0 | 0-0 |     | 0-0 | 0-0 | 0-0 | 0-0       | 0 %         |
| Sebastián Báez        | 0-0 | 0-0 | 0-0 | 0-0 | 0-0 |     | 0-0 | 0-0 | 0-0       | 0 %         |
| Holger Rune           | 0-0 | 0-0 | 0-0 | 0-0 | 0-0 | 0-0 |     | 0-0 | 0-0       | 0 %         |
| Hugo Gaston           | 1-0 | 0-0 | 1-0 | 0-0 | 0-0 | 0-0 | 0-0 |     | 2-0       | 100 %       |

### Phase de poules

#### Groupe A
- Carlos Alcaraz (no 1)
- Brandon Nakashima (no 4)
- Juan Manuel Cerúndolo (no 5)
- Holger Rune (no 7)

##### Résultats
| Date    | Vainqueur         | Vaincu                | Score                | Durée      |
| ------- | ----------------- | --------------------- | -------------------- | ---------- |
| 9 nov.  | Brandon Nakashima | Juan Manuel Cerúndolo | 4-1, 3-43, 4-1, 4-0  | 1 h 28 min |
| 9 nov.  | Carlos Alcaraz    | Holger Rune           | 4-36, 4-2, 4-0       | 1 h 15 min |
| 10 nov. | Holger Rune       | Juan Manuel Cerúndolo | 4-1, 4-2, 1-4, 4-1   | 1 h 16 min |
| 10 nov. | Carlos Alcaraz    | Brandon Nakashima     | 4-34, 4-1, 4-34      | 1 h 26 min |
| 11 nov. | Carlos Alcaraz    | Juan Manuel Cerúndolo | 4-0, 4-1, 2-4, 4-33  | 1 h 23 min |
| 11 nov. | Brandon Nakashima | Holger Rune           | 3-43, 4-1, 4-1, 4-31 | 1 h 38 min |

##### Classement
| Rang poule | Classement ATP Race Next Gen | Joueur                | Match(s) G-P | Set(s) G-P | Jeux G-P |
| ---------- | ---------------------------- | --------------------- | ------------ | ---------- | -------- |
| 1          | 3                            | Carlos Alcaraz        | 3-0          | 9-1        | 38-20    |
| 2          | 7                            | Brandon Nakashima     | 2-1          | 6-5        | 37-27    |
| 3          | 10                           | Holger Rune           | 1-2          | 4-7        | 27-35    |
| 4          | 8                            | Juan Manuel Cerúndolo | 0-3          | 3-9        | 22-42    |

#### Groupe B
- Sebastian Korda (no 2)
- Lorenzo Musetti (no 3)
- Sebastián Báez (no 6)
- Hugo Gaston (no 8)

##### Résultats
| Date    | Vainqueur       | Vaincu          | Score                      | Durée      |
| ------- | --------------- | --------------- | -------------------------- | ---------- |
| 9 nov.  | Sebastian Korda | Hugo Gaston     | 3-42, 3-46, 4-0, 4-33, 4-0 | 2 h 2 min  |
| 9 nov.  | Sebastián Báez  | Lorenzo Musetti | 4-1, 4-1, 3-45, 4-35       | 1 h 39 min |
| 10 nov. | Sebastian Korda | Sebastián Báez  | 4-33, 4-2, 4-2             | 1 h 13 min |
| 10 nov. | Lorenzo Musetti | Hugo Gaston     | 4-34, 4-36, 2-4, 3-47, 4-2 | 2 h 33 min |
| 11 nov. | Sebastián Báez  | Hugo Gaston     | 4-32, 4-2, 4-2             | 1 h 4 min  |
| 11 nov. | Sebastian Korda | Lorenzo Musetti | 4-2, 4-34, 4-2             | 1 h 7 min  |

##### Classement
| Rang poule | Classement ATP Race Next Gen | Joueur          | Match(s) G-P | Set(s) G-P | Jeux G-P |
| ---------- | ---------------------------- | --------------- | ------------ | ---------- | -------- |
| 1          | 4                            | Sebastian Korda | 3-0          | 9-2        | 42-25    |
| 2          | 9                            | Sebastián Báez  | 2-1          | 6-4        | 34-28    |
| 3          | 6                            | Lorenzo Musetti | 1-2          | 4-8        | 33-43    |
| 4          | 11                           | Hugo Gaston     | 0-3          | 4-9        | 34-47    |

### Phase finale
|  |                   |                  |            |            |            |                  |                  |            |            |                 |            |            |        |        |        |        |
|  | 1/2 finale        | 1/2 finale       | 1/2 finale | 1/2 finale | 1/2 finale | 1/2 finale       | 1/2 finale       |            |            | Finale          | Finale     | Finale     | Finale | Finale | Finale | Finale |
|  | 12 novembre 2021  | 12 novembre 2021 | 1 h 2 min  | 1 h 2 min  | 1 h 2 min  | 1 h 2 min        | 1 h 2 min        |            |            |                 |            |            |        |        |        |        |
|  | 12 novembre 2021  | 12 novembre 2021 | 1 h 2 min  | 1 h 2 min  | 1 h 2 min  | 1 h 2 min        | 1 h 2 min        |            |            |                 |            |            |        |        |        |        |
|  | Carlos Alcaraz    | (1)              | 4          | 4          | 4          |                  |                  |            |            |                 |            |            |        |        |        |        |
|  | Carlos Alcaraz    | (1)              | 4          | 4          | 4          | 13 novembre 2021 | 13 novembre 2021 | 1 h 22 min | 1 h 22 min | 1 h 22 min      | 1 h 22 min | 1 h 22 min |        |        |        |        |
|  | Sebastián Báez    | (6)              | 2          | 1          | 2          | 13 novembre 2021 | 13 novembre 2021 | 1 h 22 min | 1 h 22 min | 1 h 22 min      | 1 h 22 min | 1 h 22 min |        |        |        |        |
|  | Sebastián Báez    | (6)              | 2          | 1          | 2          | Carlos Alcaraz   | (1)              | 4          | 4          | 4               |            |            |        |        |        |        |
|  | 12 novembre 2021  | 12 novembre 2021 | 1 h 51 min | 1 h 51 min | 1 h 51 min | 1 h 51 min       | 1 h 51 min       | 4          | 4          | 4               |            |            |        |        |        |        |
|  | 12 novembre 2021  | 12 novembre 2021 | 1 h 51 min | 1 h 51 min | 1 h 51 min | 1 h 51 min       | 1 h 51 min       |            |            | Sebastian Korda | (2)        | 35         | 2      | 2      |        |        |
|  | Sebastian Korda   | (2)              | 4          | 2          | 1          | 4                | 4                |            |            | Sebastian Korda | (2)        | 35         | 2      | 2      |        |        |
|  | Sebastian Korda   | (2)              | 4          | 2          | 1          | 4                | 4                |            |            |                 |            |            |        |        |        |        |
|  | Brandon Nakashima | (4)              | 3          | 4          | 4          | 2                | 2                |            |            |                 |            |            |        |        |        |        |
|  | Brandon Nakashima | (4)              | 3          | 4          | 4          | 2                | 2                |            |            |                 |            |            |        |        |        |        |

### Classement final
| Résultat       | Classement ATP Race Next Gen | Joueur                | Match(s) G-P | Set(s) G-P | Jeux G-P |
| -------------- | ---------------------------- | --------------------- | ------------ | ---------- | -------- |
| Vainqueur      | 3                            | Carlos Alcaraz        | 5-0          | 15-1       | 62-32    |
| Finaliste      | 4                            | Sebastian Korda       | 4-1          | 12-7       | 64-52    |
| Demi-finaliste | 7                            | Brandon Nakashima     | 2-2          | 8-8        | 52-42    |
| Demi-finaliste | 9                            | Sebastián Báez        | 2-2          | 6-7        | 39-40    |
| Poules         | 10                           | Holger Rune           | 1-2          | 4-7        | 27-35    |
| Poules         | 6                            | Lorenzo Musetti       | 1-2          | 4-8        | 33-43    |
| Poules         | 11                           | Hugo Gaston           | 0-3          | 4-9        | 34-47    |
| Poules         | 8                            | Juan Manuel Cerúndolo | 0-3          | 3-9        | 22-42    |